# Västerviks Tidningen
Die Västerviks-Tidningen ist eine seit 1834 gedruckte schwedische Tageszeitung mit Sitz in Västervik, deren tägliche Auflagezahl 2010 bei 12.000 Exemplaren lag. Der Chefredakteur bei Västerviks-Tidningen ist Charli Nilsson. Heute ist die Zeitung im Besitz der konservativen Zeitung Norrköpings Tidningar, deren Auflage 2007 bei 49.000 Exemplaren lag.